# دستکاری بازار
دستکاری بازار (انگلیسی: Market manipulation) گونه‌ای از سوءاستفاده از بازار است که در آن با دستکاری شرایط عادلانه و آزاد بازار تغییر می‌کند.